# Mossel Bay Local Municipality
Mossel Bay (englisch Mossel Bay Local Municipality) ist eine Lokalgemeinde im Distrikt Garden Route der südafrikanischen Provinz Westkap. Der Sitz der Gemeindeverwaltung befindet sich in der Stadt Mossel Bay. Bürgermeister ist Harry Levendal.
Der Gemeindename bedeutet „Muschelbucht“. Der Name wurde der Bucht 1601 durch den niederländischen Navigator Paulos van Caerden wegen der großen Muschelbestände gegeben.

## Städte und Orte
| - Boggomsbaai - Brandwag - Buysplaas - Cooper - Friemersheim - Gannakraal - Glentana - Groot Brakrivier - Hartenbos | - Herbertsdale - Klein-Brakrivier - Mossel Bay - Reebok - Ruitersbos - Sinksabrug - Tergniet - Vleesbaai |

## Bevölkerung
Im Jahr 2011 hatte die Gemeinde 89.430 Einwohner in 28.025 Haushalten auf einer Gesamtfläche von 2011 km². Davon waren 43,5 % Coloured 29,5 % schwarz und 25,5 % weiß. Gesprochen wurde zu 66,4 % Afrikaans, zu 21,1 % isiXhosa und zu 6,4 % Englisch.

## Wirtschaft
Seit 2011 leistet hier die Meerwasserentsalzungsanlage Mossel Bay einen Beitrag zur Wasserversorgung. Sie ist die größte Anlage zur Trinkwasserbereitstellung auf Basis dieser Technologie in Südafrika.

## Sehenswürdigkeiten
- Rein’s Nature Reserve